# ديزموند أومالي
ديزموند أومالي (بالإنجليزية: Desmond O'Malley)‏ هو سياسي أيرلندي، ولد في 2 فبراير 1939 بليمريك في جمهورية أيرلندا. حزبياً، نشط في فيانا فايل.

## مناصب
- في الانتخابات العمومية الإيرلندية 1965 [الإنجليزية]‏، انتخب نائب دييل عن دائرة ليمريك الشرقية [الإنجليزية]‏ وقد انضم خلال فترته النيابية ‏ (22 مايو 1968 – 21 مايو 1969)  للكتلة البرلمانية فيانا فايل.
- في الانتخابات العمومية الإيرلندية 1969 [الإنجليزية]‏، انتخب نائب دييل عن دائرة ليمريك الشرقية [الإنجليزية]‏ وقد انضم خلال فترته النيابية ‏ (2 يوليو 1969 – 5 فبراير 1973)  للكتلة البرلمانية فيانا فايل.
- في الانتاخابات العمومية الإيرلندية 1973 [الإنجليزية]‏، انتخب نائب دييل عن دائرة ليمريك الشرقية [الإنجليزية]‏ وقد انضم خلال فترته النيابية ‏ (14 مارس 1973 – 25 مايو 1977)  للكتلة البرلمانية فيانا فايل.
- في الانتخابات العمومية الإيرلندية 1977 [الإنجليزية]‏، انتخب نائب دييل عن دائرة ليمريك الشرقية [الإنجليزية]‏ وقد انضم خلال فترته النيابية ‏ (5 يوليو 1977 – 21 مايو 1981)  للكتلة البرلمانية فيانا فايل.
- في الانتخابات العمومية الإيرلندية 1981 [الإنجليزية]‏، انتخب نائب دييل عن دائرة ليمريك الشرقية [الإنجليزية]‏ وقد انضم خلال فترته النيابية ‏ (30 يونيو 1981 – 27 يناير 1982)  للكتلة البرلمانية فيانا فايل.
- في الانتخابات العمومية الإيرلندية، فبراير 1982 [الإنجليزية]‏، انتخب نائب دييل عن دائرة ليمريك الشرقية [الإنجليزية]‏ وقد انضم خلال فترته النيابية ‏ (9 مارس 1982 – 4 نوفمبر 1982)  للكتلة البرلمانية فيانا فايل.
- في الانتخابات العمومية الإيرلندية، نوفمبر 1982 [الإنجليزية]‏، انتخب نائب دييل عن دائرة ليمريك الشرقية [الإنجليزية]‏ وقد انضم خلال فترته النيابية ‏ (14 ديسمبر 1982 – 21 ديسمبر 1985)  للكتلة البرلمانية فيانا فايل.
- انتخب نائب دييل عن دائرة ليمريك الشرقية [الإنجليزية]‏ وقد انضم خلال فترته النيابية ‏ (21 ديسمبر 1985 – 20 يناير 1987)  للكتلة البرلمانية حزب الديمقراطيين التقدميين.
- في الانتخابات العمومية الإيرلندية 1987 [الإنجليزية]‏، انتخب نائب دييل عن دائرة ليمريك الشرقية [الإنجليزية]‏ وقد انضم خلال فترته النيابية ‏ (10 مارس 1987 – 25 مايو 1989)  للكتلة البرلمانية حزب الديمقراطيين التقدميين.
- في الانتخابات العمومية الإيرلندية 1989 [الإنجليزية]‏، انتخب نائب دييل عن دائرة ليمريك الشرقية [الإنجليزية]‏ وقد انضم خلال فترته النيابية ‏ (29 يونيو 1989 – 5 نوفمبر 1992)  للكتلة البرلمانية حزب الديمقراطيين التقدميين.
- في الانتخابات العمومية الإيرلندية 1992 [الإنجليزية]‏، انتخب نائب دييل عن دائرة ليمريك الشرقية [الإنجليزية]‏ وقد انضم خلال فترته النيابية ‏ (14 ديسمبر 1992 – 15 مايو 1997)  للكتلة البرلمانية حزب الديمقراطيين التقدميين.
- في الانتخابات العمومية الإيرلندية 1997 [الإنجليزية]‏، انتخب نائب دييل عن دائرة ليمريك الشرقية [الإنجليزية]‏ وقد انضم خلال فترته النيابية ‏ (26 يونيو 1997 – 25 أبريل 2002)  للكتلة البرلمانية فيانا فايل.
- انتخب وزير الأشغال والمشاريع والابتكار [الإنجليزية]‏ (5 يوليو 1977 – 30 يونيو 1981).
- انتخب وزير الأشغال والمشاريع والابتكار [الإنجليزية]‏ (9 مارس 1982 – 7 أكتوبر 1982).
- انتخب وزير الدولة للتاوسيتش [الإنجليزية]‏ (2 يوليو 1969 – 5 مايو 1970).
- انتخب وزير العدل والمساواة [الإنجليزية]‏ (5 مايو 1970 – 14 مارس 1973).
- انتخب وزير الأشغال والمشاريع والابتكار [الإنجليزية]‏ (12 يوليو 1989 – 4 نوفمبر 1992).
- انتخب حزب الديمقراطيين التقدميين (21 ديسمبر 1985 – 12 أكتوبر 1993).